# Alek Popov
Alek Vaszilev Popov, bolgárul: Алек Василев Попов (Szófia, 1966. január 16. – ?, 2024. március 22.) bolgár író.

## Élete
A szófiai elit klasszikus gimnáziumban tanult, majd a Szófiai Egyetemen bolgár filológia szakon szerzett diplomát.
Első regényét, a Londoni küldetést 12 nyelvre fordították le, majd a könyv alapján készült film nagy sikert aratott, és Bulgáriában kasszarekordot ért el, meghaladva az Avatar nézettségét. Novelláit 11 nyelvre fordították le, köztük angolra, németre és franciára. Popov "Mission London" című művének angol fordítását a londoni Istros Books adta ki 2014-ben.
2024. március 22-én, 58 évesen halt meg.

## Munkái
- 1989 – „The Cowboys planet“, Bad Alex álnéven
- 1992 – „Другата смърт“
- 1993 – „Планетата на каубоите“
- 1994 – „Мръсни сънища“
- 1995 – „Игра на магии“
- 1997 – „Зелевият цикъл“
- 1998 – „Пътят към Сиракуза“
- 2001 – „Мисия Лондон“, regény
- 2002 – „Ниво за напреднали“
- 2005 – „Спътник на радикалния мислител“
- 2006 – „Митология на прехода“'
- 2007 – „Черната кутия“, regény
- 2012 – „Телесни плевели“, novellagyűjtemény
- 2013 – „Сестри Палавееви в бурята на историята“, regény
- 2014 – „Черната кутия: ниско прелитащи кучета“, regény
- 2017 – „Сестри Палавееви. По пътя към новия свят“, regény
- 2021 – „Мисия Туран“, regény

### Magyarul megjelent művei
- Londoni küldetés (Мисия Лондон) – JAK–Kijárat, Budapest, 2004 (JAK világirodalmi sorozat) · ISBN 9639529192 · Fordította: Krasztev Péter
- Testgyomok (novellák) – Napkút, Budapest, 2014 · ISBN 9789632634180 · Fordította: Krasztev Péter (JAK világirodalmi sorozat)

## Fordítás
- Ez a szócikk részben vagy egészben  az   Alek Popov című angol Wikipédia-szócikk fordításán alapul.  Az eredeti cikk szerkesztőit annak laptörténete sorolja fel. Ez a jelzés csupán a megfogalmazás eredetét és a szerzői jogokat jelzi, nem szolgál a cikkben szereplő információk forrásmegjelöléseként.